# The Journal of Blacks in Higher Education
The Journal of Blacks in Higher Education (literal, Revista de Negros en Educación Superior) es una revista académica para afroestadounidenses que trabajan en el ámbito académico en los Estados Unidos.

## Historia
La revista fue fundada como una publicación trimestral en 1993 por Theodore Cross, un "líder de los derechos civiles", que fue desde sus inicios su redactor jefe. Entre 1993 y 2010 se publicó en formato papel, pero la creciente digitalización de las sociedades contemporáneas la llevaron en esa fecha a formato digital exclusivamente. Los artículos publicados entre 1993 y 2010 están disponibles en la web JSTOR. A pesar de los cambios tecnológicos, la revista continúa publicando artículos en su sitio web. En general, la revista se interesa por informes y comentarios sobre la participación de la comunidad negra estadounidense en la educación superior, en especial por las estadísticas de alumnado y profesorado en los Estados Unidos. Según Rhonda Sharpe y William Darity es "un recurso clave para conocer la situación de los negros en la educación superior".
La revista tiene su sede en Bartonsville, Pensilvania.